# Gare de Boukhanafis
La gare de Boukhanafis est une gare ferroviaire algérienne située sur le territoire de la commune de Boukhanafis, dans la wilaya de Sidi Bel Abbès.

## Situation ferroviaire
Établie à une altitude de 586,340 m, la gare est située au point kilométrique (PK) 70,601 de la ligne de Oued Tlelat à Béchar, où elle est précédée de la gare de Sidi Khaled et suivie de celle de Tabia.
| \| Boukhanafis Sidi Khaled Sidi Bel Abbès Tabia Moulay Slissen Redjem Demouche \| Localisation de la gare de Boukhanafis dans la wilaya de Sidi Bel Abbès. |
| Boukhanafis Sidi Khaled Sidi Bel Abbès Tabia Moulay Slissen Redjem Demouche                                                                                |

## Histoire
La gare est mise en service en 1883 lors de l'ouverture de la section de Sidi Bel Abbès à Tabia de la ligne de Sainte-Barbe-du-Tlélat à Oujda,.

## Service des voyageurs

### Dessertes
La gare de Boukhanafis est desservie par les trains régionaux de la liaison Sidi Bel Abbès - Frenda.